# Falticsén
Falticsén (vagy Folticsén, románul: Fălticeni) municípium Romániában, Moldovában, Suceava megyében.

## Fekvése
A város a megyeszékhelytől, Szucsávától 25 km-re van a DN2-es főút mentén. Közigazgatásilag hozzá tartoznak Șoldănești és Țarna Mare falvak.

## Története
Nevét 1490-ben említették Soldănesti néven. Neve jelenlegi alakjában 1826 óta hivatalos.
A  mai várost 1779-ben bukovinai székelyek alapították: Bukovina-Észak-Moldva ekkortájt lett osztrák tartomány.
A 20. század második felére gyors fejlődésnek indult. A városban működik Románia legnagyobb kender- és lenszövő üzeme. Fafeldolgozó ipara és konzervgyártása is jelentős.
Gazdasága a vegyiparra, üvegmanufaktúrára, üdítőital- és ruhagyártásra támaszkodik.

## Nevezetességek
- Ion Irimescu Művészeti Múzeum

## Itt születtek, itt éltek
- Ion Creangă (1837–1889) író diákkorában itt élt a városban.
- Mihail Sadoveanu (1880–1961) író hosszabb időt töltött a városban.
- Ion Irimescu szobrászművész, a Román Akadémia tagja itt született 1903. február 27-én.
- Vasile Lovinescu híres ezoterikus író 1905-ben, aki 1980-ban vissza is tért Falticsénbe.